# 尋找愛的冒險
《尋找愛的冒險》 是由芒果娛樂、芒果影視、天馬途騰聯合出品，湖南芒果娛樂有限公司製作發行的都市懸疑電視劇，2015年11月開機，由蔣家駿執導及南派三叔监制，蒋劲夫、 程硯萩、陈翔、孫驍驍、唐禹哲、溫心等聯袂主演，張韶涵、翁虹特別出演。該劇講述天真女孩夏夢尋在追索奶奶日記，尋找神秘故鄉黃陵鎮的途中，與同樣尋找皇陵鎮的非典型富二代唐潮相遇，並攜手涉險揭開塵封多年家族恩怨的純愛虐戀。該劇於2016年1月20日在湖南衛視青春進行時劇場播出。
本劇用《尋找愛的冒險》為名在湖南衛視首播，但是全劇在湖南衛視播出後，於国家广播电影电视总局电视剧管理司中，卻用《珠联璧合》之名备案。

## 人物介紹
| 演員   | 角色          | 關係/暱稱 |
| 蒋劲夫 | 唐潮          | 大唐集团接班人 唐鸿远之子 唐家明之曾孙子 夏梦寻之冤家，后为未婚夫 田婉兮之前男友 石磊之好友 钟情夏梦寻 曾钟情田婉兮 他是大唐集團的唯一繼承人，卻只愛風一樣的自由。表面放蕩不羈，追尋灑脫的生活，通曉各種野外求生技能，所有精力都用來征服名山大川，是一個名副其實的驢友。只有在登頂的時候才有成就感，體會到人生的意義。為了完成父親的心願，他和冤家夏夢尋聯手穿梭在艱難險阻中尋找圣首。二人不僅為國家完成了文物回歸，身首合璧，也終究走到了一起。 |
| 程硯萩 | 夏夢尋        | 华夏集团千金，漫画家 《神域》之作者 夏梦杰、夏梦龙之妹 夏以柔之曾孙女 唐潮之冤家，后为未婚妻 白宙之前未婚妻 蓝翎之好友 钟情唐潮 貴為大小姐之身卻有著蠢蠢欲動的冒險神經。作為台灣華夏集團的千金，卻有親和力。家財萬貫卻只喜歡畫漫畫，不喜歡花衣服，也不喜欢华贵的衣服。與唐潮是一對歡喜冤家。她幫助唐潮走出上一段感情的陰影，兩人一起踏上尋找圣首的旅程。 |
| 陈翔   | 白宙          | 白氏集团总经理兼接班人 白凤仪之子 夏梦寻之前未婚夫 蓝翎之钟情对象 钟情夏梦寻 白氏集團接班人。翩翩公子溫潤如玉，留學法國更添異國的品味和紳士風度。幼年父母離異，對堅強的母親有感恩孝順有心疼佩服甚至還有點畏懼，不會反對白凤仪的意見和要求。夢尋離他而去時，自小呼風喚雨的白宙無比失控，發誓要追回夢尋。當他發現夢尋越走越遠投入唐潮懷抱時，白宙內心的軟弱極端吞噬理智，變成處處阻撓有情人的魔鬼，甚至不惜一切代價摧毀兩人感情並闖下大禍。 |
| 孙骁骁 | 藍翎          | 夏梦寻、白宙之好友 石磊之钟情对象 钟情白宙 夏夢尋最好的閨蜜，集眾多優秀品質於一身的職業女性，給人一種冰山美人的氣質，其實內心對待感情如同火山一般熱烈。其家族是東南亞一家老字號的藥業公司，唯一動心的是曾經同專業的學長白宙，沒想到卻陰差陽錯的撮合了自己的心上人和自己最好的閨蜜，只好把這份痛苦與感情藏在心底。直到在白宙與夏夢尋的订婚宴時向白宙表白，卻造成了他們分手的結果，為了彌補暗中鼎力相助。 |
| 唐禹哲 | 夏夢龍        | 华夏集团总经理 夏梦杰之弟 夏梦寻之兄 夏以柔之曾孙子 田婉兮之男友 钟情田婉兮 夏夢尋的親哥哥，身世顯赫，玩世不恭。習慣言辭溫柔照顧女人，卻又沒有遇到動心的人，直到遇到田婉兮。 |
| 溫心   | 田婉兮 (耿倩) | 田园投资公司总经理，前首都航空公司空姐 夏梦龙之女友 唐潮之前女友 廖斌之合作对象，后反目 曾钟情唐朝 外表靚麗、精明果敢，是唐潮的初戀女友，也是夏夢龍的夢中情人。行為舉止婉約柔美，獨具古典魅力。茶道、古琴、書法樣樣精通，甚至連中華古典禮儀都相當熟練。出口成章文辭優雅，十分容易博得他人好感。因其父親对神武殿颇有研究，所以被一个盗宝集团带走，她也無奈被廖斌驅使，成為了盜寶集團的幫兇。在單純的夢尋面前她扮作賢惠的知心姐姐，卻不著痕跡地挑撥她和唐潮感情，讓夢尋在大陸失去後盾。在夏夢龍面前，她化作智慧美人，為其生意牽線搭橋，實則挖陷阱落井下石。 |
| 張韶涵 | 夏以柔        | 夏梦杰、夏梦龙、夏梦寻之太奶奶 唐家明之情人 黃陵鎮三大家族之一的夏家後人，與唐家公子相遇并相恋。 |
| 翁虹   | 白鳳儀        | 白氏集团董事长 白宙之母 廖斌之合作对象，后反目 |

## 电视原声带
| 曲序 | 曲目                     |        | 作曲   | 演唱   |
| ---- | ------------------------ | ------ | ------ | ------ |
| 1.   | 《还好遇见》（主题曲）   | 唐恬   | 金大洲 | 刘忻   |
| 2.   | 《把你信仰》（片尾曲）   | 吴易纬 | 姜海威 | 张韶涵 |
| 3.   | 《寻找爱的冒险》（插曲） | 唐恬   | 林德龙 | 唐禹哲 |
| 4.   | 《到不了》（插曲）       | 唐恬   | 金大洲 | 陈翔   |

## 宣傳活動
| 播出時間      | 活動                   | 出席演員               |
| ------------- | ---------------------- | ---------------------- |
| 2016年2月20日 | 湖南卫视《快乐大本营》 | 蒋劲夫、程砚萩、孙骁骁 |

## 外部連結
- 《尋找愛的冒險》的新浪微博
- 《尋找愛的冒險》湖南衛視專題 （页面存档备份，存于）